# فرودگاه زونگولداغ
فرودگاه زونگولداغ یا زونگولداک (به انگلیسی: Zonguldak Airport)  یک فرودگاه   با کد یاتا ONQ است که یک باند فرود بتن دارد و طول باند آن ۱۹۰۰ متر است. این فرودگاه در شهر زونگولداغ کشور ترکیه قرار دارد .

## شرکت‌های هواپیمایی و مقصدهای پروازی
| شرکت‌های هواپیمایی | مقصدهای پروازی           |
| ----------------- | ------------------------ |
| جرمنیا            | فصلی: دورتموند، دوسلدورف |